# Digitale Literatur
Digitale Literatur ist ein Oberbegriff für Literatur, die sich durch einen gezielten und reflexiven Gebrauch digitaler Technologie auszeichnet.

## Definitionen
Im englischen Sprachraum hat sich statt digitale Literatur die Bezeichnung „Electronic Literature“ etabliert. N. Katherine Hayles definiert diese als „digital born“ Literatur, die auf dem Computer produziert wurde und dort auch rezipiert werden sollte. Lediglich „digitalisierte“ Literatur wird davon explizit unterschieden. Eine Definition der US-amerikanischen Electronic Literature Organization (ELO) fasst unter „Electronic Literature“ Arbeiten mit einem wichtigen literarischen Aspekt, die von den Möglichkeiten und Kontexten des eigenständigen oder vernetzten Computers profitieren.
Die Unterscheidung von digitaler und analoger Literatur wird mit dem Fortschreiten der Digitalisierung problematisch, da auch die Produktion und Rezeption herkömmlicher Literatur zunehmend von digitalen Techniken bestimmt sind. Hannes Bajohr und Annette Gilbert schlagen deshalb vor, digitale Literatur 1. historisch über den Bezug auf Vorgänger und 2. reflexiv über den Bezug auf das Digitale zu definieren. 1. Da sich digitale Technologien im Lauf der Zeit schnell wandeln, unterscheiden sich Texte der digitalen Literatur zu unterschiedlichen Zeitpunkten stark. Einerseits sind Genres wie die Hypertext-Literatur, die in den 90er Jahren populär war, aus der Mode gekommen. Andererseits sind die technischen Voraussetzungen einiger Gattungen heute nicht mehr verfügbar. Das gilt zum Beispiel für die Flash-Poetry, die mit der Einstellung des Adobe Flash Players 2020 nicht mehr in ihrer ursprünglichen Form abgespielt werden kann. Vor diesem Hintergrund lässt sich digitale Literatur als eine dynamische Tradition begreifen, in der historische Differenzen gegenüber den Kontinuitäten überwiegen. 2. Hinsichtlich des reflexiven Bezugs auf das Digitale unterscheiden Bajohr und Gilbert drei Idealtypen: „Die rein inhaltliche Auseinandersetzung mit dem Digitalen, die Verortung in digitalen Produktions- und Rezeptionsumgebungen [wie den sozialen Medien] und die Verarbeitung wesentlich auf der Prozess- und Codeebene.“ Der erste Typ wird aus Definitionen wie der von Hayles meist ausgeschlossen, wohingegen der letzte als ‚genuin digitale Literatur‘ im eigentlichen Sinne gilt.
Wie eng oder weit digitale Literatur definiert werden sollte, ist umstritten. Während weite Definitionen die Spezifik des Digitalen aus den Augen verlieren können, schließen enge Definitionen mitunter wichtige Arbeiten aus. ELO-Mitglied Scott Rettberg argumentiert für eine flexible Definition, weil diese es gestattet, neue Genres und Plattformen digitaler Literatur zu integrieren.

## Geschichte
Die frühen Arbeiten digitaler Literatur entstanden im Kontext wissenschaftlicher Forschungsprogramme an Universitäten, die bereits über die damals noch sehr teuren Großrechnern verfügten. Erste Beispiele sind Christopher Stracheys Liebesbriefgenerator von 1952 und Theo Lutz „stochastische Texte“ von 1959. Diese Pionierarbeiten wurden im amerikanischen Diskurs um digitale Literatur lange nicht zur Kenntnis genommen. Christopher Funkhouser spricht deshalb von „prehistoric digital poetry“.
Zuvor galt als erste Generation digitaler Literatur laut einem Historisierungsversuch von N. Katherine Hayles die frühe Hypertext-Literatur, die mit Michael Joyces „Afternoon, a story“ von 1987 begann. Diese Periode war zwar immer noch durch eine kleine Anzahl von Pionierarbeiten und Autoren charakterisiert. Die Verbreitung von Personal Computern in den späten 70er und 80er Jahren führte jedoch bereits zu einem Anstieg der Produktion von digitaler Literatur. 
Die zweite Generation beginnt laut Hayles 1995, als das World Wide Web einer breiten Öffentlichkeit zugänglich wurde. Durch das Internet wurde neben der Produktion auch die Zirkulation und Distribution von digitaler Literatur erleichtert, was zu einem erneuten Anstieg von Texten führte. Zudem nahm die Zahl kollaborativer Arbeiten zu. 
Im Anschluss an Hayles identifiziert Leonardo Flores eine dritte Generation. Sie zeichnet sich durch eine erneute Popularisierung aus, die sich den neuen sozialen Medien, proprietären Plattformen wie Facebook, Twitter und Instagram sowie der Verbreitung des Smartphones verdankt. Zu dieser Periode zählt etwa die Twitteratur oder die Instapoesie. Während die beiden ersten Generationen sich intensiv mit digitaler Technik auseinandersetzen und meist einer avantgardistischen Ästhetik verpflichtet waren, benutzen Arbeiten der dritten Generation bereits existierende und leicht zugängliche Interfaces sowie eine populäre Ästhetik, die eine größere Verbreitung und Kommerzialisierung ermöglichen.
Die Forschung hat darauf hingewiesen, dass digitale Literatur sich oftmals an prädigitalen Vorbildern und Verfahren orientiert: Jessica Pressman unterstreicht den ästhetischen Einfluss der modernen Avantgarden auf die digitale Literatur. Analoge Techniken wie das von Tristan Tzara und William S. Burroughs  angewendete Cut-Up, bei dem Texte per Zufall zusammengesetzt werden, können in der generativen Literatur durch Algorithmen implementiert werden. Algorithmische Vorgehensweisen verwendeten auch die Mitglieder der Autorengruppe Oulipo, die Texte entsprechend selbst auferlegter Regeln und Einschränkungen erstellte. Digitale Codeliteratur weist zudem Ähnlichkeiten zur Konzeptkunst auf, da das Konzept in beiden Fällen meist wichtiger ist als seine Realisierung. Florian Cramer verfolgt die Vorläufer der Codeliteratur bis zur barocken Kombinationslyrik und der Sprachmagie, die wie Code als selbstausführender Text verstanden werden kann. Verfahren der Hypertext-Literatur haben analoge Vorläufer in Choose-Your-Own-Adventure-Büchern oder den Verweissystemen enzyklopädischer Nachschlagewerke.
Um der Allgegenwärtigkeit von Digitalität in der Produktion, Distribution und Rezeption Rechnung zu tragen, verbreitet sich zunehmend der Begriff der „postdigitalen Literatur“. Analog zur postdigitalen Kunst wird dabei angenommen, dass „nach der Digitalisierung“ jegliche Literatur vom Digitalen geprägt ist. Die Unterscheidung zwischen online und offline sowie digitaler und analoger Literatur wird dadurch durchlässig. Das zeigt sich unter anderem, wenn digitale Phänomene und Praktiken wie Remix und Glitch zu literarischen Verfahren in traditionellen Romanen werden. Zudem prägen die Kommunikation in den sozialen Medien sowie automatisch generierte Texte und Übersetzungen zunehmend den etablierten Literaturbetrieb.

## Charakteristika digitaler Literatur
Digitale Literatur gehört zum Bereich der digitalen Kunst. Aufgrund ihres intermedialen und interaktiven Charakters sind die Übergänge zu anderen digitalen Kulturformen wie dem Computerspiel teilweise fließend.
Roberto Simanowski unterscheidet die drei Charakteristika Interaktivität, Intermedialität und Inszenierung.
Die Charakteristika der digitalen Literatur machen es notwendig, zentrale literaturwissenschaftliche Konzepte wie Autor, Leser und Werk neu zu konzipieren.

### Autor
Traditionelle Autorschaftsbegriffe werden in der digitalen Literatur neu konfiguriert. Laut Julia Nantke ist multiple Autorschaft im Gegensatz zur singulären Autorschaft paradigmatisch für digitale Texte. In der computergenerierten Literatur wird eine Schwächung des menschlichen Autors zugunsten der Maschine beschrieben, da Menschen oft nur Anweisungen formulieren, nach denen Texte generiert werden. Kathrin Passig spricht von „Arbeitsteilung zwischen Mensch und Maschine“. Mit den neuen Möglichkeiten von Künstlicher Intelligenz erfährt die „menschliche Seite im Mensch-Maschine-Gefüge eine zunehmende Distanzierung.“

### Leser
Die Interaktivität digitaler Medien verändert die Rolle des Lesers. In den 90er Jahren wurde von einer Ermächtigung des Lesers durch den Hypertext ausgegangen, da dessen nicht-lineare Struktur es gestattet, Texte in unterschiedlichen Reihenfolgen zu lesen. Um das produktive Potenzial der Hypertext-Lektüre zu unterstreichen, prägte George Paul Landow das englische Kofferwort wreader. Im wreader verschwimmt die Grenze zwischen Autor (writer) und Leser (reader). Diese These wurde später wieder eingeschränkt, da klassische Hyperfictions es nicht erlaubten, den Text wirklich zu modifizieren, und die Wahlmöglichkeiten beschränkt blieben und vom Autor vorgegeben waren. Erst durch das Internet konnten Leser jederzeit auch veröffentlichen und damit eine Form nicht-professioneller Autorschaft erlangen.

### Werk
Digitale Medien stellen die Idee des Werks als abgeschlossener Einheit in Frage. Anders als die gedruckte Seite können digitale Arbeiten auch nach der Publikation weiterbearbeitet werden, weshalb sie sich oftmals durch einen prozessualen Charakter auszeichnen. Dies gilt sowohl für partizipative Projekte im Internet, die von verschiedenen Autoren bearbeitet werden, als auch für computergenerierte Texte, die mit digitalen Methoden weiterverarbeitet werden können.

## Gattungen und Genres
Digitale Literatur tritt in verschiedenen Formen auf, die sich zudem mit dem technologischen Wandel differenzieren. Trotzdem haben Überblicksdarstellungen einige epochenübergreifende Genres identifiziert. Scott Rettberg unterscheidet zwischen kombinatorischer Poesie, Hypertext Fiction, Interactive Fiction und anderen Formen spielerischer digitaler Literatur, kinetischer und interaktiver Poesie, und Netzwerk-Schreiben, das auf den kollektiven Erfahrungen des Internets basiert. Dieser im englischen Sprachraum verbreiteten Genre-Unterteilung lassen sich andere Ordnungen und Genrebezeichnungen zur Seite stellen.

### Kombinatorische Poesie
Kombinatorische Poesie entsteht durch algorithmische Verarbeitung von Daten. Die einfachste Form kombinatorischer Poesie ist die Rekombination eines vorgegebenen Texts nach einem vorgegebenen, oft von Zufall bestimmten Ablaufschema. Ein frühes Beispiel sind Theo Lutz’ „stochastische Texte“ von 1959. Der für die Z22 programmierte Algorithmus setzte Substantive und Adjektive aus Franz Kafkas Das Schloss per Zufallsprinzip in ein sich wiederholendes Satzschema ein: „Nicht jeder Blick ist nah, kein Dorf ist spät. / Ein Schloß ist frei und jeder Bauer ist fern…“
Kombinatorische Poesie verwendet Computercode zur automatischen Generierung von Texten. Sie wird deshalb auch „generative Literatur“ oder „Codepoesie“ genannt. Neuere Arbeiten des Genres entstehen häufig unter dem Einsatz von künstlicher Intelligenz wie künstlicher neuronaler Netze. Bekannte Vertreter dieser Richtung sind Jörg Piringer und Allison Parrish.
Im deutschsprachigen Diskurs werden kombinatorische Poetik und kinetische Poesie häufig unter dem Sammelbegriff digitale Poesie zusammengefasst.

### Hypertext Fiction
Hypertext Fictions (kurz: Hyperfictions) sind fiktionale Erzählungen, die mit Hypertext geschrieben sind. Durch die Hyperlinks haben Hyperfictions eine nicht-lineare Struktur, die in unterschiedlichen Reihenfolgen gelesen werden kann. Die erste digitale Hyperfiction war Michael Joyces „Afternoon, a story“ von 1987. Hyperfictions waren in den 90er Jahren die populärste Form digitaler Literatur und wurden stellenweise als Synonym für diese verwendet. Das Genre begründete zudem die literaturwissenschaftliche Auseinandersetzung mit digitaler Literatur.

### Interactive Fiction
Interactive Fictions sind textbasierte Computerspiele. Zu den frühesten Beispielen zählen „text adventures“ der 80er Jahre, die auf den frühen Privatcomputern ohne grafische Elemente liefen.

### Kinetische und interaktive Poesie
Kinetische Poesie zeichnet sich durch den Einsatz multimedialer, akustischer und visueller Elemente aus. Sie profitiert von der Möglichkeit der beweglichen Darstellung von Text im Digitalen. Statt auf der gedruckten Buchseite erscheint kinetische Poesie auf Computerbildschirmen, auf denen Buchstaben sich bewegen und auf Inputs der Leser reagieren können. In der Betonung medialer und materieller Aspekte von Sprache ähnelt die kinetische Poesie der konkreten Poesie.

### Netzwerk-Schreiben
Netzwerk-Schreiben umfasst digitale Literatur, die im und für das Internet geschrieben wurde. Im deutschsprachigen Raum wird das Netzwerk-Schreiben meist als „Netzliteratur“ bezeichnet. Die Vernetzungsmöglichkeiten des Internets haben insbesondere zu einer großen Anzahl partizipativer und kollaborativer Projekte geführt. In den 90er und 2000er Jahren waren ‚partizipative Mitschreibeprojekte‘ populär, die es einer prinzipiell unbeschränkten Menge an Teilnehmern gestatten, sich einzubringen. Aber auch kleinere Projekte, in denen sich eine begrenzte Zahl von Autoren zur Zusammenarbeit verabredeten, wurden in dieser Zeit populär.
In den späten 2000er und den 2010er Jahren wurde die Blogliteratur zum zentralen Strang des Netzerk-Schreibens. Obgleich auch hier kollaborative Projekte entstanden, haben viele dieser Blogs singuläre Autorschaften. Neben Blogromanen wie Elfriede Jelineks „Neid“ haben sich dabei insbesondere diaristische und autofiktionale Schreibweisen durchgesetzt. Ein frühes Beispiel hierfür ist Rainald Goetz’ Blog „Abfall für alle“.
Mit der Verbreitung der sozialen Medien ab den späten 2000er Jahren verschiebt sich das digitale Netzwerk-Schreiben von Blogs auf Plattformen wie Facebook, Twitter und Instagram. Diese Form des Publizierens wird häufig als „Plattformliteratur“ bezeichnet.

### KI-basiertes Schreiben
Ein KI-basierter Textgenerator produziert hierbei auf Basis der vom Autor eingegebenen Stichwörter einen Rohtext, der dann literarisch weiterverarbeitet wird, sodass beispielsweise digitale Storys und Textsammlungen entstehen. Ein Beispiel hierfür ist die 2023 von Orla Wolf entwickelte internetbasierte Plattform studio ka/i berlin, die sich als Raum für digitale Literatur versteht.  

## Distribution und Archivierung
Digitale Literatur wird in unterschiedlichen Medien und Formaten distribuiert und gelesen. Da digitale Abspielformate und Speichermedien im Gegensatz zur gedruckten Literatur schnell veralten, sind viele Arbeiten schon nach relativ kurzer Zeit nicht mehr in ihrer ursprünglichen Form verfügbar. Um der technischen Obsoleszenz entgegenzuwirken, haben sich unterschiedliche Organisationen der Archivierung und Bewahrung digitaler Literatur gewidmet.
Die internationale Electronic Literature Organization (ELO) betreibt die Electronic Literature Collection (ELC). Seit 2006 sind vier Anthologien mit teilweise über 100 Arbeiten erschienen. Die Ausgaben liegen als physische Kopie vor und sind kostenlos über die Webseite der ELO zugänglich. Da die ELC den Anspruch hat, exemplarische und bemerkenswerte Werke zu sammeln, trägt sie entscheidend zur Kanonbildung der digitalen Literatur bei. Während zu Beginn überwiegend englischsprachige Werke mit avantgardistischem Anspruch selektiert wurden, versucht die Sammlung auch zunehmend internationale Arbeiten der „dritten Generation“ zu berücksichtigen.
Das Deutsche Literaturarchiv Marbach (DLA) archiviert seit 2008 ausgewählte Online-Publikationen auf der Plattform „Literatur im Netz“. Sie „umfasst derzeit 90 literarische Zeitschriften, 330 Weblogs und knapp 60 Netzliteratur-Objekte“. Unter Beteiligung des DLA entsteht seit 2019 im Rahmen des Projekts „Science Data Center for Literature (SDC4Lit)“ ein Repositorium für Digitale Literatur. Die seit 2018 ausgesetzte Archivierung digitaler Dokumente hat das DLA 2022 wieder aufgenommen. Das DLA archiviert zunehmend auch Inhalte aus den sozialen Medien, wobei neue Webrecorder-Technologien zum Einsatz kommen, um auch „die ursprüngliche Nutzersicht mit ihrem Geflecht an Bezügen, Verweisungen und Gestaltungselementen“ zu bewahren.
Zudem gibt es unterschiedliche Datenbanken und Verzeichnisse:
- Die „Electronic Literature Knowledge Base (ELMCIP)“ mit knapp 3900 Einträgen (Stand: November 2022).[36]
- Das „Next Museum“ der ELO umfasst 38 Sammlungen digitaler Kunst und Literatur (Stand: November 2022).[37]
- Das von der ELO betriebene „Electronic Literature Directory“ versammelt Forschungsbeiträge und Essays.[38]
- Das „Archiv der deutschsprachigen elektronischen Literatur (ADEL)“ an der Universität Siegen.[39]
- „NT2: Le laboratoire de recherche sur les oeuvres hypermédiatiques“ versammelt frankophone Beiträge.
- „African Electronic Literature Alliance & African Diasporic Electronic Literature (AELA & ADELI)“[40]